# Kenelm Henry Digby
Pour les articles homonymes, voir Digby et Kenelm Digby (homonymie).
Kenelm Henry Digby, né en 1800 à Clonfert et mort le 22 mars 1880 à Kensington, est un écrivain anglo-irlandais dont la réputation repose surtout sur ses premières publications, comme The Broad-Stone of Honour, or Rules of the Gentlemen of England, publié en 1822 et comprenant une étude exhaustive des coutumes médiévales. L'ouvrage est étoffé par la suite et publié en 1828-1829 en quatre volumes intitulés Godefridus, Tancredus, Morus et Orlandus. Influencé dans sa jeunesse par la lecture d'Ivanhoé, de Walter Scott, il a un grand amour du Moyen Âge qui est partagé par le mouvement Young England dont l'un des foyers est l'université de Cambridge. Lui-même fervent catholique, il offre une vision romantique de l'idéal de chevalerie chrétienne en privilégiant le cœur à la raison et en donnant aux jeunes gens de son époque des modèles de ce que devrait être le « gentleman » anglais.
Digby a quinze ans lorsque son père meurt en 1812. Il poursuit ses études en Angleterre à la Petersham High School, près de Richmond, puis de 1814 à 1819 au Trinity College de Cambridge où il se lie d'amitié avec Ambrose March Phillipps, futur fondateur de l'abbaye de Mount Saint Bernard. Il y fait des études de médiéviste et s'intéresse en particulier à la scolastique médiévale. Il y fait aussi la connaissance de William Whewell et Adam Sedgwick. Il obtient son diplôme de Bachelor of Arts en 1819. Il se marie en 1833 avec Jane Mary Dillon.
Il fait paraître aussi entre autres Mores Catholici or Ages of Faith en deux volumes (1831-1840), Compitum or the Meeting of the Ways at the Catholic Church (1848-1854), The Lover's Seat, Kathemérina (1856), The Children's Bower (1858), The Chapel of St. John (1861), et plusieurs recueils de poésie, etc.
Il est enterré au cimetière de Kensal à Londres.   